# Pseudocleobis huinca
Pseudocleobis huinca är en spindeldjursart som beskrevs av Paul Jean Baptiste Maury 1976. Pseudocleobis huinca ingår i släktet Pseudocleobis och familjen Ammotrechidae. Inga underarter finns listade i Catalogue of Life.